# Кариварош
Кариварош је насељено место у саставу општине Горња Стубица у Крапинско-загорској жупанији, Хрватска. До територијалне реорганизације у Хрватској налазио се у саставу старе општине Доња Стубица.

## Становништво
На попису становништва 2011. године, Кариварош је имао 310 становника.

## Попис1991.
На попису становништва 1991. године, насељено место Кариварош је имало 373 становника, следећег националног састава:
| Попис 1991.‍ | Попис 1991.‍ | Попис 1991.‍ | Попис 1991.‍ | Попис 1991.‍ |
| ----------- | ----------- | ----------- | ----------- | ----------- |
|             |             |             |             |             |
| Хрвати      | Хрвати      |             | 372         | 99,73%      |
| Срби        | Срби        |             | 1           | 0,26%       |
| укупно: 373 |             |             |             |             |